# Veronika Hagen
Veronika Hagen-Di Ronza  (* 5. Mai 1963 in Salzburg) ist eine österreichische Bratschistin. Seit 2003 ist sie Universitätsprofessorin für Viola an der Abteilung für Streich- und Zupfinstrumente an der Universität Mozarteum.

## Leben
Veronika Hagen ist die Tochter eines Solobratschisten und Konzertmeisters des Mozarteum Orchesters, Salzburg. Bereits mit sechs Jahren erhielt sie Unterricht von ihrem Vater. Sie studierte bei Helmut Zehetmair an der Universität Mozarteum und erreichte dort ein Konzertdiplom. Das Konzertexamen erlangte sie bei Hatto Beyerle an der Musikhochschule Hannover.
Zusammen mit ihren Brüdern Clemens Hagen und Lukas Hagen und Rainer Schmidt bildet sie das Hagen-Quartett.
1984 gewann sie den „Internationalen Viola-Wettbewerb“ in Budapest. Seit 1988 unterrichtet sie an der Universität Mozarteum, seit 2003 als Professorin für Viola und für Kammermusik. Darüber hinaus gibt sie Meisterkurse, unter anderem in Paris, Madrid, Barcelona, Lissabon, Luzern, Verbier, Bern und Salzburg.
Verheiratet ist Veronika Hagen mit dem Kontrabassisten Roberto Di Ronza. Gemeinsam haben sie drei Kinder. 
Veronika Hagen spielt eine Bratsche von Stefan-Peter Greiner.